# Список переможців пісенного конкурсу Євробачення

## Список переможців
| Рік  | Країна                                                         | Пісня                                                          | Виконавець                                                     | Бали                                                           | Перевага                                                       | Друге місце                                                    | Дата                                                           | Місто-господар                                                 |
| ---- | -------------------------------------------------------------- | -------------------------------------------------------------- | -------------------------------------------------------------- | -------------------------------------------------------------- | -------------------------------------------------------------- | -------------------------------------------------------------- | -------------------------------------------------------------- | -------------------------------------------------------------- |
| 1956 | Швейцарія                                                      | «Refrain»                                                      | Ліз Ассія                                                      | н.д.                                                           | н.д.                                                           | н.д.                                                           | 24 травня 1956                                                 | Лугано, Швейцарія                                              |
| 1957 | Нідерланди                                                     | «Net als toen»                                                 | Коррі Броккен                                                  | 31                                                             | 14                                                             | Франція                                                        | 3 березня 1957                                                 | Франкфурт-на-Майні, ФРН                                        |
| 1958 | Франція                                                        | «Dors, mon amour»                                              | Андре Клаво                                                    | 27                                                             | 3                                                              | Швеція                                                         | 12 березня 1958                                                | Гілверсюм, Нідерланди                                          |
| 1959 | Нідерланди                                                     | «Een beetje»                                                   | Тедді Схолтен                                                  | 21                                                             | 5                                                              | Велика Британія                                                | 11 березня 1959                                                | Канни, Франція                                                 |
| 1960 | Франція                                                        | «Tom Pillibi»                                                  | Жаклін Буає                                                    | 32                                                             | 7                                                              | Велика Британія                                                | 25 березня 1960                                                | Лондон, Велика Британія                                        |
| 1961 | Люксембург                                                     | «Nous les amoureux»                                            | Жан-Клод Паскаль                                               | 31                                                             | 6                                                              | Велика Британія                                                | 18 березня 1961                                                | Канни, Франція                                                 |
| 1962 | Франція                                                        | «Un premier amour»                                             | Ізабель Обре                                                   | 26                                                             | 13                                                             | Монако                                                         | 18 березня 1962                                                | Люксембург, Люксембург                                         |
| 1963 | Данія                                                          | «Dansevise»                                                    | Ґрете та Йорґен Інґманн                                        | 42                                                             | 2                                                              | Швеція                                                         | 23 березня 1963                                                | Лондон, Велика Британія                                        |
| 1964 | Італія                                                         | «Non ho l'età»                                                 | Джильйола Чинкветті                                            | 49                                                             | 32                                                             | Велика Британія                                                | 21 березня 1964                                                | Копенгаген, Данія                                              |
| 1965 | Люксембург                                                     | «Poupée de cire, poupée de son»                                | Франс Галль                                                    | 32                                                             | 6                                                              | Велика Британія                                                | 20 березня 1965                                                | Неаполь, Італія                                                |
| 1966 | Австрія                                                        | «Merci Chérie»                                                 | Удо Юргенс                                                     | 31                                                             | 15                                                             | Швеція                                                         | 5 березня 1966                                                 | Люксембург, Люксембург                                         |
| 1967 | Велика Британія                                                | «Puppet on a String»                                           | Сенді Шоу                                                      | 47                                                             | 25                                                             | Ірландія                                                       | 8 квітня 1967                                                  | Відень, Австрія                                                |
| 1968 | Іспанія                                                        | «La, la, la»                                                   | Массіель                                                       | 29                                                             | 1                                                              | Велика Британія                                                | 6 квітня 1968                                                  | Лондон, Велика Британія                                        |
| 1969 | Іспанія                                                        | «Vivo cantando»                                                | Саломе                                                         | 18                                                             | н.д.                                                           | н.д.                                                           | 29 березня 1969                                                | Мадрид, Іспанія                                                |
| 1969 | Велика Британія                                                | «Boom Bang-a-Bang»                                             | Лулу                                                           | 18                                                             | н.д.                                                           | н.д.                                                           | 29 березня 1969                                                | Мадрид, Іспанія                                                |
| 1969 | Нідерланди                                                     | «De troubadour»                                                | Ленні Кюр                                                      | 18                                                             | н.д.                                                           | н.д.                                                           | 29 березня 1969                                                | Мадрид, Іспанія                                                |
| 1969 | Франція                                                        | «Un jour, un enfant»                                           | Фріда Боккара                                                  | 18                                                             | н.д.                                                           | н.д.                                                           | 29 березня 1969                                                | Мадрид, Іспанія                                                |
| 1970 | Ірландія                                                       | «All Kinds of Everything»                                      | Дана                                                           | 32                                                             | 6                                                              | Велика Британія                                                | 21 березня 1970                                                | Амстердам, Нідерланди                                          |
| 1971 | Монако                                                         | «Un banc, un arbre, une rue»                                   | Северін                                                        | 128                                                            | 12                                                             | Іспанія                                                        | 3 березня 1971                                                 | Дублін, Ірландія                                               |
| 1972 | Люксембург                                                     | «Après toi»                                                    | Вікі Леандрос                                                  | 128                                                            | 14                                                             | Велика Британія                                                | 25 березня 1972                                                | Единбург, Велика Британія                                      |
| 1973 | Люксембург                                                     | «Tu te reconnaîtras»                                           | Анн-Марі Давід                                                 | 129                                                            | 4                                                              | Іспанія                                                        | 7 квітня 1973                                                  | Люксембург, Люксембург                                         |
| 1974 | Швеція                                                         | «Waterloo»                                                     | ABBA                                                           | 24                                                             | 6                                                              | Італія                                                         | 6 квітня 1974                                                  | Брайтон, Велика Британія                                       |
| 1975 | Нідерланди                                                     | «Ding-A-Dong»                                                  | Teach-In                                                       | 152                                                            | 14                                                             | Велика Британія                                                | 22 березня 1975                                                | Стокгольм, Швеція                                              |
| 1976 | Велика Британія                                                | «Save Your Kisses for Me»                                      | Brotherhood of Man                                             | 164                                                            | 17                                                             | Франція                                                        | 3 квітня 1976                                                  | Гаага, Нідерланди                                              |
| 1977 | Франція                                                        | «L'oiseau et l'enfant»                                         | Марі Міріам                                                    | 136                                                            | 15                                                             | Велика Британія                                                | 7 травня 1977                                                  | Лондон, Велика Британія                                        |
| 1978 | Ізраїль                                                        | «A-Ba-Ni-Bi»                                                   | Ізгар Коген і Alphabeta                                        | 157                                                            | 32                                                             | Бельгія                                                        | 22 квітня 1978                                                 | Париж, Франція                                                 |
| 1979 | Ізраїль                                                        | «Hallelujah»                                                   | Галі Атарі та Milk and Honey                                   | 125                                                            | 9                                                              | Іспанія                                                        | 31 березня 1979                                                | Єрусалим, Ізраїль                                              |
| 1980 | Ірландія                                                       | «What's Another Year?»                                         | Джонні Логан                                                   | 143                                                            | 15                                                             | Німеччина                                                      | 19 квітня 1980                                                 | Гаага, Нідерланди                                              |
| 1981 | Велика Британія                                                | «Making Your Mind Up»                                          | Bucks Fizz                                                     | 136                                                            | 4                                                              | Німеччина                                                      | 4 квітня 1981                                                  | Дублін, Ірландія                                               |
| 1982 | Німеччина                                                      | «Ein bißchen Frieden»                                          | Ніколь                                                         | 161                                                            | 61                                                             | Ізраїль                                                        | 24 квітня 1982                                                 | Гаррогейт, Велика Британія                                     |
| 1983 | Люксембург                                                     | «Si la vie est cadeau»                                         | Корін Герме                                                    | 142                                                            | 6                                                              | Ізраїль                                                        | 23 квітня 1983                                                 | Мюнхен, ФРН                                                    |
| 1984 | Швеція                                                         | «Diggi-Loo Diggi-Ley»                                          | Herreys                                                        | 145                                                            | 8                                                              | Ірландія                                                       | 5 травня 1984                                                  | Люксембург, Люксембург                                         |
| 1985 | Норвегія                                                       | «La det swinge»                                                | Bobbysocks                                                     | 123                                                            | 18                                                             | Німеччина                                                      | 4 травня 1985                                                  | Гетеборг, Швеція                                               |
| 1986 | Бельгія                                                        | «J'aime la vie»                                                | Сандра Кім                                                     | 176                                                            | 36                                                             | Швейцарія                                                      | 3 травня 1986                                                  | Берген, Норвегія                                               |
| 1987 | Ірландія                                                       | «Hold Me Now»                                                  | Джонні Логан                                                   | 172                                                            | 31                                                             | Німеччина                                                      | 9 травня 1987                                                  | Брюссель, Бельгія                                              |
| 1988 | Швейцарія                                                      | «Ne partez pas sans moi»                                       | Селін Діон                                                     | 137                                                            | 1                                                              | Велика Британія                                                | 30 квітня 1988                                                 | Дублін, Ірландія                                               |
| 1989 | Югославія                                                      | «Rock Me»                                                      | Riva                                                           | 137                                                            | 7                                                              | Велика Британія                                                | 6 травня 1989                                                  | Лозанна, Швейцарія                                             |
| 1990 | Італія                                                         | «Insieme: 1992»                                                | Тото Кутуньйо                                                  | 149                                                            | 17                                                             | Ірландія, Франція                                              | 5 травня 1990                                                  | Загреб, Югославія                                              |
| 1991 | Швеція                                                         | «Fångad av en stormvind»                                       | Карола                                                         | 146                                                            | 0                                                              | Франція                                                        | 4 травня 1991                                                  | Рим, Італія                                                    |
| 1992 | Ірландія                                                       | «Why Me»                                                       | Лінда Мартін                                                   | 155                                                            | 16                                                             | Велика Британія                                                | 9 травня 1992                                                  | Мальме, Швеція                                                 |
| 1993 | Ірландія                                                       | «In Your Eyes»                                                 | Нів Кавана                                                     | 187                                                            | 23                                                             | Велика Британія                                                | 15 травня 1993                                                 | Мілстріт, Ірландія                                             |
| 1994 | Ірландія                                                       | «Rock 'n' Roll Kids»                                           | Пол Гаррінґтон і Чарлі МакҐеттіґан                             | 226                                                            | 60                                                             | Польща                                                         | 30 квітня 1994                                                 | Дублін, Ірландія                                               |
| 1995 | Норвегія                                                       | «Nocturne»                                                     | Secret Garden                                                  | 148                                                            | 29                                                             | Іспанія                                                        | 13 травня 1995                                                 | Дублін, Ірландія                                               |
| 1996 | Ірландія                                                       | «The Voice»                                                    | Еймар Квінн                                                    | 162                                                            | 48                                                             | Норвегія                                                       | 18 травня 1996                                                 | Осло, Норвегія                                                 |
| 1997 | Велика Британія                                                | «Love Shine a Light»                                           | Katrina and the Waves                                          | 227                                                            | 70                                                             | Ірландія                                                       | 3 травня 1997                                                  | Дублін, Ірландія                                               |
| 1998 | Ізраїль                                                        | «Diva»                                                         | Dana International                                             | 172                                                            | 6                                                              | Велика Британія                                                | 9 травня 1998                                                  | Бірмінгем, Велика Британія                                     |
| 1999 | Швеція                                                         | «Take Me to Your Heaven»                                       | Шарлотта Переллі                                               | 163                                                            | 17                                                             | Ісландія                                                       | 29 травня 1999                                                 | Єрусалим, Ізраїль                                              |
| 2000 | Данія                                                          | «Fly on the Wings of Love»                                     | Olsen Brothers                                                 | 195                                                            | 40                                                             | Росія                                                          | 13 травня 2000                                                 | Стокгольм, Швеція                                              |
| 2001 | Естонія                                                        | «Everybody»                                                    | Танель Падар, Дейв Бентон і 2XL                                | 198                                                            | 21                                                             | Данія                                                          | 12 травня 2001                                                 | Копенгаген, Данія                                              |
| 2002 | Латвія                                                         | «I Wanna»                                                      | Marie N                                                        | 176                                                            | 12                                                             | Мальта                                                         | 25 травня 2002                                                 | Таллінн, Естонія                                               |
| 2003 | Туреччина                                                      | «Everyway That I Can»                                          | Сертаб Еренер                                                  | 167                                                            | 2                                                              | Бельгія                                                        | 24 травня 2003                                                 | Рига, Латвія                                                   |
| 2004 | Україна                                                        | «Wild Dances»                                                  | Руслана                                                        | 280                                                            | 17                                                             | Сербія та Чорногорія                                           | 15 травня 2004                                                 | Стамбул, Туреччина                                             |
| 2005 | Греція                                                         | «My Number One»                                                | Єлена Папарізу                                                 | 230                                                            | 38                                                             | Мальта                                                         | 21 травня 2005                                                 | Київ, Україна                                                  |
| 2006 | Фінляндія                                                      | «Hard Rock Hallelujah»                                         | Lordi                                                          | 292                                                            | 44                                                             | Росія                                                          | 20 травня 2006                                                 | Афіни, Греція                                                  |
| 2007 | Сербія                                                         | «Молитва»                                                      | Марія Шерифович                                                | 268                                                            | 33                                                             | Україна                                                        | 12 травня 2007                                                 | Гельсінкі, Фінляндія                                           |
| 2008 | Росія                                                          | «Believe»                                                      | Діма Білан                                                     | 272                                                            | 42                                                             | Україна                                                        | 24 травня 2008                                                 | Белград, Сербія                                                |
| 2009 | Норвегія                                                       | «Fairytale»                                                    | Олександр Рибак                                                | 387                                                            | 169                                                            | Ісландія                                                       | 16 травня 2009                                                 | Москва, Російська Федерація                                    |
| 2010 | Німеччина                                                      | «Satellite»                                                    | Лена Маєр-Ландрут                                              | 246                                                            | 76                                                             | Туреччина                                                      | 29 травня 2010                                                 | Берум, Норвегія                                                |
| 2011 | Азербайджан                                                    | «Running Scared»                                               | Ell/Nikki                                                      | 221                                                            | 32                                                             | Італія                                                         | 14 травня 2011                                                 | Дюссельдорф, Німеччина                                         |
| 2012 | Швеція                                                         | «Euphoria»                                                     | Лорін                                                          | 372                                                            | 113                                                            | Росія                                                          | 26 травня 2012                                                 | Баку, Азербайджан                                              |
| 2013 | Данія                                                          | Only Teardrops                                                 | Еммелі де Форест                                               | 281                                                            | 47                                                             | Азербайджан                                                    | 18 травня 2013                                                 | Мальме, Швеція                                                 |
| 2014 | Австрія                                                        | «Rise Like a Phoenix»                                          | Кончита Вурст                                                  | 290                                                            | 52                                                             | Нідерланди                                                     | 10 травня 2014                                                 | Копенгаген, Данія                                              |
| 2015 | Швеція                                                         | «Heroes»                                                       | Монс Сельмерлев                                                | 365                                                            | 62                                                             | Росія                                                          | 23 травня 2015                                                 | Відень, Австрія                                                |
| 2016 | Україна                                                        | «1944»                                                         | Джамала                                                        | 534                                                            | 23                                                             | Австралія                                                      | 14 травня 2016                                                 | Стокгольм, Швеція                                              |
| 2017 | Португалія                                                     | «Amar Pelos Dois»                                              | Салвадор Собрал                                                | 758                                                            | 143                                                            | Болгарія                                                       | 13 травня 2017                                                 | Київ, Україна                                                  |
| 2018 | Ізраїль                                                        | «Toy»                                                          | Нетта                                                          | 529                                                            | 93                                                             | Кіпр                                                           | 12 травня 2018                                                 | Лісабон, Португалія                                            |
| 2019 | Нідерланди                                                     | «Arcade»                                                       | Дункан Лоренс                                                  | 492                                                            | 27                                                             | Італія                                                         | 18 травня 2019                                                 | Тель-Авів, Ізраїль                                             |
| 2020 | Пісенний конкурс було скасовано у зв'язку з пандемією COVID-19 | Пісенний конкурс було скасовано у зв'язку з пандемією COVID-19 | Пісенний конкурс було скасовано у зв'язку з пандемією COVID-19 | Пісенний конкурс було скасовано у зв'язку з пандемією COVID-19 | Пісенний конкурс було скасовано у зв'язку з пандемією COVID-19 | Пісенний конкурс було скасовано у зв'язку з пандемією COVID-19 | Пісенний конкурс було скасовано у зв'язку з пандемією COVID-19 | Пісенний конкурс було скасовано у зв'язку з пандемією COVID-19 |
| 2021 | Італія                                                         | «Zitti e buoni»                                                | Måneskin                                                       | 524                                                            | 25                                                             | Франція                                                        | 22 травня 2021                                                 | Роттердам, Нідерланди                                          |
| 2022 | Україна                                                        | «Stefania»                                                     | Kalush Orchestra                                               | 631                                                            | 165                                                            | Велика Британія                                                | 14 травня 2022                                                 | Турин, Італія                                                  |
| 2023 | Швеція                                                         | «Tattoo»                                                       | Лорін                                                          | 583                                                            | 57                                                             | Фінляндія                                                      | 13 травня 2023                                                 | Ліверпуль, Велика Британія                                     |
| 2024 | Швейцарія                                                      | «The Code»                                                     | Nemo                                                           | 591                                                            | 44                                                             | Хорватія                                                       | 11 травня 2024                                                 | Мальме, Швеція                                                 |
| 2025 | Австрія                                                        | «Wasted Love»                                                  | JJ                                                             | 436                                                            | 79                                                             | Ізраїль                                                        | 17 травня 2025                                                 | Базель, Швейцарія                                              |

## Статистика за країною

Країни, чиї представники здобували перемогу на Євробаченні.

| Перемоги | Країни          | Роки                                     |
| -------- | --------------- | ---------------------------------------- |
| 7        | Ірландія        | 1970, 1980, 1987, 1992, 1993, 1994, 1996 |
| 7        | Швеція          | 1974, 1984, 1991, 1999, 2012, 2015, 2023 |
| 5        | Велика Британія | 1967, 1969, 1976, 1981, 1997             |
| 5        | Люксембург      | 1961, 1965, 1972, 1973, 1983             |
| 5        | Нідерланди      | 1957, 1959, 1969, 1975, 2019             |
| 5        | Франція         | 1958, 1960, 1962, 1969, 1977             |
| 4        | Ізраїль         | 1978, 1979, 1998, 2018                   |
| 3        | Австрія         | 1966, 2014, 2025                         |
| 3        | Данія           | 1963, 2000, 2013                         |
| 3        | Італія          | 1964, 1990, 2021                         |
| 3        | Норвегія        | 1985, 1995, 2009                         |
| 3        | Україна         | 2004, 2016, 2022                         |
| 3        | Швейцарія       | 1956, 1988, 2024                         |
| 2        | Іспанія         | 1968, 1969                               |
| 2        | Німеччина       | 1982, 2010                               |
| 1        | Азербайджан     | 2011                                     |
| 1        | Бельгія         | 1986                                     |
| 1        | Греція          | 2005                                     |
| 1        | Естонія         | 2001                                     |
| 1        | Латвія          | 2002                                     |
| 1        | Монако          | 1971                                     |
| 1        | Португалія      | 2017                                     |
| 1        | Росія           | 2008                                     |
| 1        | Сербія          | 2007                                     |
| 1        | Туреччина       | 2003                                     |
| 1        | Фінляндія       | 2006                                     |
| 1        | Югославія       | 1989                                     |

### Переможні порядкові номери
Нижче подано огляд того, які стартові номери мали пісні-переможниці у фіналі Євробачення. 2, 16, 25, 26 та 27 виступи ще ніколи не були переможними.
| Роки  | Порядковий номер | Порядковий номер | Порядковий номер | Порядковий номер | Порядковий номер | Порядковий номер | Порядковий номер    | Порядковий номер              | Порядковий номер | Порядковий номер    | Порядковий номер    | Порядковий номер | Порядковий номер    | Порядковий номер | Порядковий номер                   | Порядковий номер    | Порядковий номер | Порядковий номер    | Порядковий номер | Порядковий номер | Порядковий номер | Порядковий номер |
| Роки  | 1                | 3                | 4                | 5                | 6                | 7                | 8                   | 9                             | 10               | 11                  | 12                  | 13               | 14                  | 15               | 17                                 | 18                  | 19               | 20                  | 21               | 22               | 23               | 24               |
| ----- | ---------------- | ---------------- | ---------------- | ---------------- | ---------------- | ---------------- | ------------------- | ----------------------------- | ---------------- | ------------------- | ------------------- | ---------------- | ------------------- | ---------------- | ---------------------------------- | ------------------- | ---------------- | ------------------- | ---------------- | ---------------- | ---------------- | ---------------- |
| Роки  | 1975 1976 1984   | 1958 1971 1994   | 2003             | 1959 1995        | 1957             | 1969             | 1963 1974 1991 1998 | 1956 1962 1966 1988 2023 2025 | 1979 2004 2015   | 1967 1973 2014 2017 | 1964 1970 2019 2022 | 1960 1985 1986   | 1961 1981 1993 2000 | 1965 1968 1999   | 1972 1980 1992 1996 2006 2007 2012 | 1977 1978 1982 2013 | 1990 2005 2011   | 1983 1987 2001 2009 | 2016 2024        | 1989 2010 2018   | 2002             | 1997 2008 2021   |
| Разом | 3                | 3                | 1                | 2                | 1                | 1                | 4                   | 6                             | 3                | 4                   | 4                   | 3                | 4                   | 3                | 7                                  | 4                   | 3                | 4                   | 2                | 3                | 1                | 3                |